# Hippoloetis
Hippoloetis rufus es una  especie de coleóptero adéfago de la familia Carabidae y el único miembro del género monotípico Hippoloetis.